# Конні Френсіс
Конні Френсіс (англ. Connie Francis, при народженні Кончетта Роза Марія Франконеро, італ. Concetta Rosa Maria Franconero; 12 грудня 1937, Ньюарк, Нью-Джерсі — 16 липня 2025, Помпано-Біч, Флорида) — американська естрадна співачка, авторка пісень, акторка італійського походження, популярна в кінці 1950-х і на початку 1960-х. За оцінками, вона продала понад 100 мільйонів платівок по всьому світу.

## Біографія
Кончетта Роза Марія Франконеро народилася в Ньюарку, в штаті Нью-Джерсі, і оскільки її батько був акордеоністом, вона швидко навчилася грати на акордеоні. У 10 років вперше виступила на телебаченні, а від 11 протягом кількох років брала участь у вар'єте «Startime».
У травні 1955 записала першу пісню, "Фредді" (Freddy) на студії MGM, з якою записала 35 пісень, що були популярними між 1958 і 1964 роками. Найбільшого успіху вона досягла у 19 років, коли за пропозицією батька записала пісню Who's Sorry Now?, що була популярною ще в 1923 році.

## Смерть
Померла 16 липня 2025 року на 87-му році життя.
Після смерті Конні Френсіс, у соціальних мережах — зокрема TikTok і YouTube — почався новий сплеск інтересу до її творчості. Найбільш вірусною стала пісня «Pretty Little Baby», яка зібрала мільйони переглядів і повернула її музику до молодої аудиторії  .

## Альбоми
- Who's Sorry Now? (1958)
- The Exciting Connie Francis (1959)
- My Thanks to You (1959)
- Christmas in My Heart (1959)
- Rock 'n' Roll with Connie Francis (1959)
- Rock 'n' Roll Million Sellers (1960)
- Italian Favorites (1960)
- Connie's Greatest Hits (1960)
- Country and Western Golden Hits (1960)
- More Italian Favorites (1960)
- Spanish and Latin American Favorites (1960)
- Connie at the Copa (1961)
- Connie Francis Sings Jewish Favorites
- More Greatest Hits (1961)
- Never on Sunday (1961)
- Songs to a Swingin' Band (1961)
- Folk Song Favorites (1961)
- Do the Twist (1962)
- Second Hand Love and Other Hits (1962)
- Connie Francis Sings (1962)
- Country Music Connie Style (1962)
- Modern Italian Hits (1963)
- Follow the Boys (1963)
- Award Winning Motion Picture Hits (1963)
- Great American Waltzes (1963)
- Big Hits from Italy (1963)
- The Very Best of Connie Francis (1963)
- Mala Feminmena (1963)
- In the Summer of His Years (1964)
- Looking for Love (1964)
- A New Kind of Connie (1964)
- Connie Francis Sings for Mama (1965)
- When the Boys Meet the Girls (1966)
- Movie Greats of the Sixties (1966)
- Live at the Sahara, Las Vegas (1966)
- Happiness (1967)
- Love Italian Style (1967)
- My Heart Cries for You (1967)
- Connie and Clyde (1968)
- Connie Sings Bacharach & David (1968)
- Hawaii Connie (1968)
- The Wedding Cake (1969)
- Connie Francis Sings Great Country Hits, Volume II (1973)
- 20 All Time Greats (1977)
- Connie Sings the Big Band Hits (1977)
- I'm Me Again: The Silver Anniversary Album (1981)
- The Singles Collection (1993)
- Souvenirs (CD box set) (1996)
- Kissin', Twistin' and Going Where the Boys Are (1997)